# Терсхеллінг
Терсхе́ллінг (нід. Terschelling, фриз. Skylge, місц. діал. Schylge - [tɛrˈsxɛlɪŋ] ( прослухати)) — острів і однойменна громада у нідерландській провінції Фрисландія. Входить до групи Західно-Фризьких островів, розташований між островами Вліланд і Амеланд.
На Терсхеллінгу розташований Морський інститут імені Віллема Баренца, заснований 1875 року. Він готує моряків і спеціалістів з морських дисциплін, а також бере участь у різноманітних дослідницьких проектах.

## Історія
Острів Терсхеллінг у своєму нинішньому вигляді сформувався у Середньовіччі, коли острів Вексалія (східна частина сучасного Терсхеллінга) об'єднався із піщаною обмілиною Де-Схеллінг на заході. Назва первісного острова — Wexalia, Wuxalia або Wecsile зустрічається у Ранньому Середньовіччі та зникає наприкінці Середніх віків. Востаннє цей топонім фігурує в 1482 році, в угоді між володарем Терсхеллінга Фолкерусом Рейнером Попма (Folkerus Reijner Popma) і англійським королем Едуардом IV.
Найстаріші сліди цивілізації на острові датовані періодом близько 850 року, коли на Терсхеллінгу збудували невелику дерев'яну церкву, яка мала назву Striperkerk, від сусіднього поселення Striep або Stryp. Пізніше, біля церкви виник цвинтар, який отримав назву Striperkerkhof. У списку церков за XI століття зазначається, що абатство Ехтернах володіє на Терсхеллінгу двома церквами. У ті часи острів не завжди чітко відокремлювався від материка, на прибережних узвишшях виникали невеликі поселення. Достеменно відомо, що у XIII столітті на острові Грінд поблизу Терсхеллінга існував монастир та кілька ферм.
На формування острова у сучасному вигляді значною мірою вплинув штормовий приплив, який стався у 1287 році і переріс у повінь Святої Люсії, природну катастрофу, яка змила значну частину території Нідерландів і перетворила озеро Зейдерзе у морську затоку. До цієї повені на Терсхеллінг вів сухопутний шлях від поселення Дейксхорн (ймовірно, сучасне село Дейксхук у муніципалітеті Франекерадел, Фрисландія) до поселення Горн у східній частині Терсхеллінга. Повінь святої Люсії змила перешийок, внаслідок чого східна частина острова занепала, а зв'язок із материком налагодився через західну частину.
Взагалі історично існувало певне протистояння між мешканцями Західного Терсхеллінга, які займалися мореплавством, і мешканцями Східного Терсхеллінга, орієнтованими на сільське господарство. У 1612 це протистояння призвело до розділення острова на дві незалежні громади, Вест-Терсхеллінг і Ост-Терсхеллінг. Тільки після французької окупації Нідерландів на початку XIX століття населення острова знову об'єдналося в одну громаду.

### Вогнище Холмса

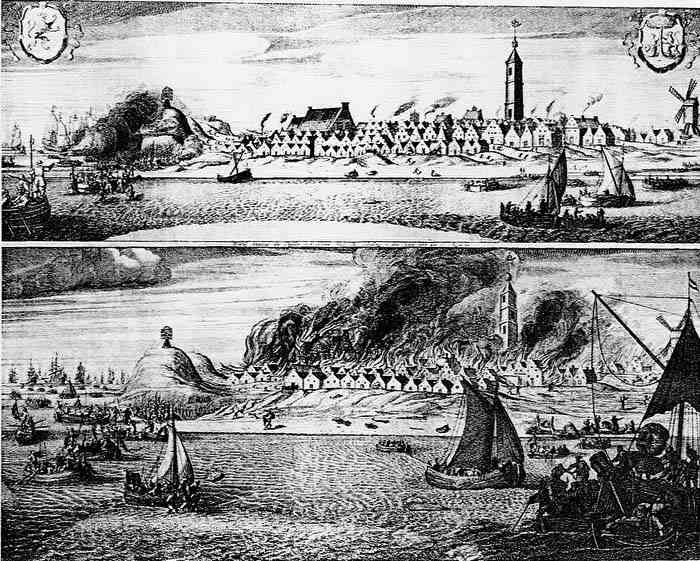
«Вогнище Холмса» на старовинній гравюрі

Значну і трагічну роль Терсхеллінг зіграв у Другій англо-голландській війні 1665–1667 років. Англійці прагнули розбити голландський флот, який після рейдів ховався за Фризьким архіпелагом у затоці Зейдерзе. Протоки між островами були дуже небезпечні через велику кількість підводних обмілин, які до того ж завдяки морській течії постійно змінювали місцезнаходження. Англійський адмірал Роберт Холмс мав атакувати багате фризьке місто Гарлінген на узбережжі Зейдерзе, де базувався невеликий торговий флот голландців. До Гарлінгена можна було дістатися протокою між островам Терсхеллінг і Вліланд. Заручившись допомогою перебіжчика, голландського капітана Лоуренса Хемскерка, адмірал Холмс 19 серпня пройшов через протоку у Зейдерзе. Це стало шоком для голландців, які до цього часу вважали себе у безпеці. У битві згоріло 129 голландських торгових кораблів, які не мали значного озброєння. Потім Холмс отримав завдання спалити продовольчі склади на острові Вліланд, проте порох у англійських гарматах звогчів і поселення вціліло, хоча англійці потім його пограбували. Натомість адмірал Холмс із одинадцятьма кораблями рушив до Терсхеллінга, хоча на тому не було продовольчих складів. Майже не зустрівши опору місцевих мешканців, Холмс, тим не менш, наказав спалити Вест-Терсхеллінг. Поселення, в якому на той час було близько 300 будинків, було знищено вщент; ця акція отримала назву «Вогнище Холмса». Вціліло лише кілька будівель, серед яких — маяк Брандаріса.
Жорстоке і стратегічно безглузде винищення Терсхеллінга спершу обвалило амстердамську фондову біржу, проте керівництво Республіки використало трагедію у своїх інтересах. За кілька тижнів після «Вогнища Холмса» у Лондоні спалахнула Велика лондонська пожежа, яка знищила дві третини Лондона. Один з голландських правителів, Ян де Вітт, писав:
|  | Нарешті цих нечестивців настигла Божа кара! Іскри пожежі Терсхеллінга перелетіли канал і впали на голови тих, хто їх запалив! |

Англійці зі свого боку вважали пожежу на Терсхеллінгу нещасним випадком і провиною п'яних матросів. Втім, секретар адміралтейства Піпс, отримавши звістку про пожежу, назвав її помилкою адмірала і безглуздою провокацією, адже це був перший в історії випадок, коли протестанти пограбували і спалили поселення своїх одновірців. Обурені голландці почали готувати помсту. Вже наступного року голландський адмірал Михайло де Рюйтер здійснив блискавично вдалий напад на Медвей, який став однією з найбільших поразок британського флота і призвів до закінчення війни. На Терсхеллінгу ж залишилася своєрідна згадка про трагедію: шар чорного попелу товщиною 8-15 см, який можна зустріти у білих пісках дюн на глибині 0,8–1,5 м. Поселення на острові відновили протягом наступних кількох років, значною мірою за рахунок пожертв мешканців інших регіонів Нідерландів, а голландський уряд задля відновлення острова на кілька років звільнив Терсхеллінг від податків.

### Новий і новітній часи
Громада Терсхеллінг офіційно утворилася 4 серпня 1830 року, а 15 березня 1832 року увійшла до складу провінції Північна Голландія.
Під час Другої світової війни, 1 вересня 1942 року Терсхеллінг, разом із сусіднім островом Вліланд, перейшов до провінції Фрисландія.

## Географія

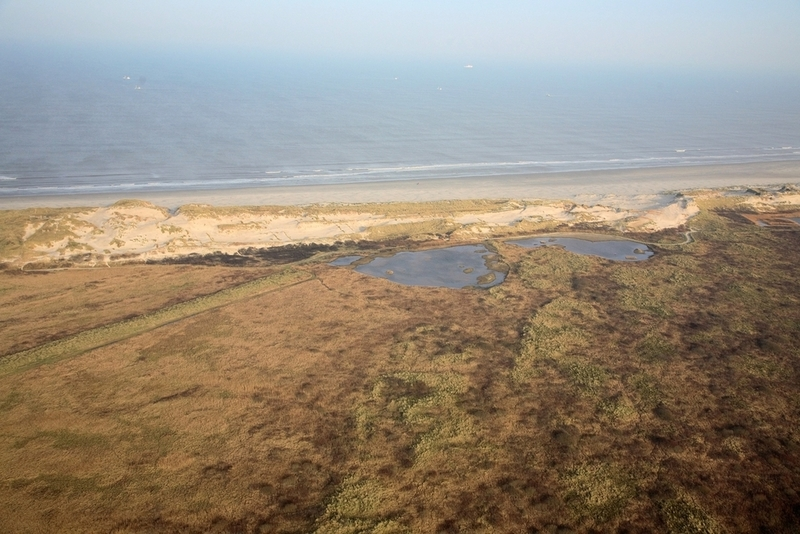
Узбережжя Терсхеллінга

Терсхеллінг омивається з півночі Північним морем, з півдня — водами Ваттового моря. На південний захід від нього розташований острів Вліланд, на схід — острів Амеланд. Довжина пляжів острова становить близько 40 км, довжина велосипедних маршрутів на ньому — більш, ніж 70 км. Довжина самого острова становить близько 30 км, ширина — 2–5 км. Найвища точка острова розташована поблизу селища Вест-Терсхеллінг і становить 31,4 м вище уровня моря. На цьому пагорбі лишилася стара радіостанція, яка використовувалася в роки Другої світової війни. Загальна площа громади становить 673,99 км², з яких 590,54 км² займає водна поверхня і 83,45 км² — суходол. На острові близько 17 % займають сільськогосподарські угіддя. Процеси ерозії та седиментації не припиняються, тому острів повільно, але поступово зменшується в розмірах.
Острів має дюнне походження і розташований у припливно-відпливній зоні Північного моря. Перепад рівня води становить від 2 до 5 метрів. На острові є низка струмків і озер.
Поверхня Терсхеллінга на 80 % зайнята дюнами та солоними болотами, які з 1909 року знаходяться під охороною Національного управління лісами та природними заповідниками. Найвищі і найбільші дюни мають власні назви: het Griltjeplak, de Landerumerheide і de Koegelwieck. Найзахідніший край острова, що має назву Нордсвардер (Noordsvaarder) — це колишня піщана обмілина, яка злилася з Терсхеллінгом близько 1850 року. Польдер Kroonpolders на північ від Вест-Терсхеллінга, виник завдяки спорудженню дамб у 1921–1929 роках. На півдні острова лежить польдер Terschellingerpolder, поверхня якого вкрита пасовищами: тут розташовано близько 20 ферм, що розводять худобу. У центрі острова до 1950-х років вирощували зернові культури. Східну частину Терсхеллінга займає природний заповідник Boschplaat — простора низина, вкрита кермеком, морським полином, піщанкою та іншими галофілами. На узбережжі гніздяться косарі, баклани, рябодзьобі, річкові, малі та полярні крячки, чорнокрилі, сріблясті, сизі та морські мартини.
До складу громади Терсхеллінг входить також незаселений острів Грінд, розташований на південь від Терсхеллінга. Острів перетворений на природний заповідник, підпорядкований Товариству із збереження природних пам'яток (нід. Vereniging Natuurmonumenten).
Терсхеллінг — один із двох фризьких островів (другий — Вліланд), на якому росте журавлина. У листопаді 1845 року на берег Терсхеллінга хвилею винесло бочку журавлини, яку моряки невідомого корабля зберігали як засіб проти цинги у довгих плаваннях. Бочку знайшов місцевий мешканець на ім'я Pieter Sipkes Cupido, який спробував посадити ці ягоди. Так на Терсхеллінгу започаткувалася традиція вирощування журавлини, нетрадиційної для Європи рослини. Площа плантацій журавлини на сучасному Терсхеллінгу становить близько 50 га, вони дають врожай від кількасот кілограм (у найгірші роки) до 200 тон (у найсприятливіші). Вироби із журавлини, яку тут називають Pieter Sipkesheide, на честь відкривача, — найпопулярніший туристичний сувенір з Терсхеллінга.

## Клімат
Клімат на Терсхеллінгу морський, як і в переважній частині Нідерландів, проте трохи відрізняється меншим, особливо навесні та влітку, перепадом температур протягом доби. З 1994 року на острові діє кліматологічна станція.
| Клімат Терсхеллінга     | Клімат Терсхеллінга | Клімат Терсхеллінга | Клімат Терсхеллінга | Клімат Терсхеллінга | Клімат Терсхеллінга | Клімат Терсхеллінга | Клімат Терсхеллінга | Клімат Терсхеллінга | Клімат Терсхеллінга | Клімат Терсхеллінга | Клімат Терсхеллінга | Клімат Терсхеллінга | Клімат Терсхеллінга |
| Показник                | Січ.                | Лют.                | Бер.                | Квіт.               | Трав.               | Черв.               | Лип.                | Серп.               | Вер.                | Жовт.               | Лист.               | Груд.               | Рік                 |
| Середній максимум, °C   | 5,0                 | 5,1                 | 7,8                 | 11,3                | 15,0                | 17,6                | 20,2                | 20,4                | 17,6                | 13,5                | 9,2                 | 6,1                 | 12,4                |
| Середня температура, °C | 3,2                 | 3,0                 | 5,2                 | 8,0                 | 11,6                | 14,3                | 16,9                | 17,1                | 14,7                | 11,0                | 7,2                 | 4,1                 | 9,7                 |
| Середній мінімум, °C    | 1,1                 | 0,7                 | 2,5                 | 4,6                 | 8,1                 | 10,6                | 13,1                | 13,3                | 11,3                | 8,2                 | 4,8                 | 1,8                 | 6,7                 |
| Вологість повітря, %    | 88                  | 87                  | 86                  | 82                  | 81                  | 81                  | 81                  | 81                  | 83                  | 85                  | 87                  | 88                  | 84                  |
| ----------------------- | ------------------- | ------------------- | ------------------- | ------------------- | ------------------- | ------------------- | ------------------- | ------------------- | ------------------- | ------------------- | ------------------- | ------------------- | ------------------- |
| Джерело: Дані KNMI      |                     |                     |                     |                     |                     |                     |                     |                     |                     |                     |                     |                     |                     |

## Адміністративний поділ

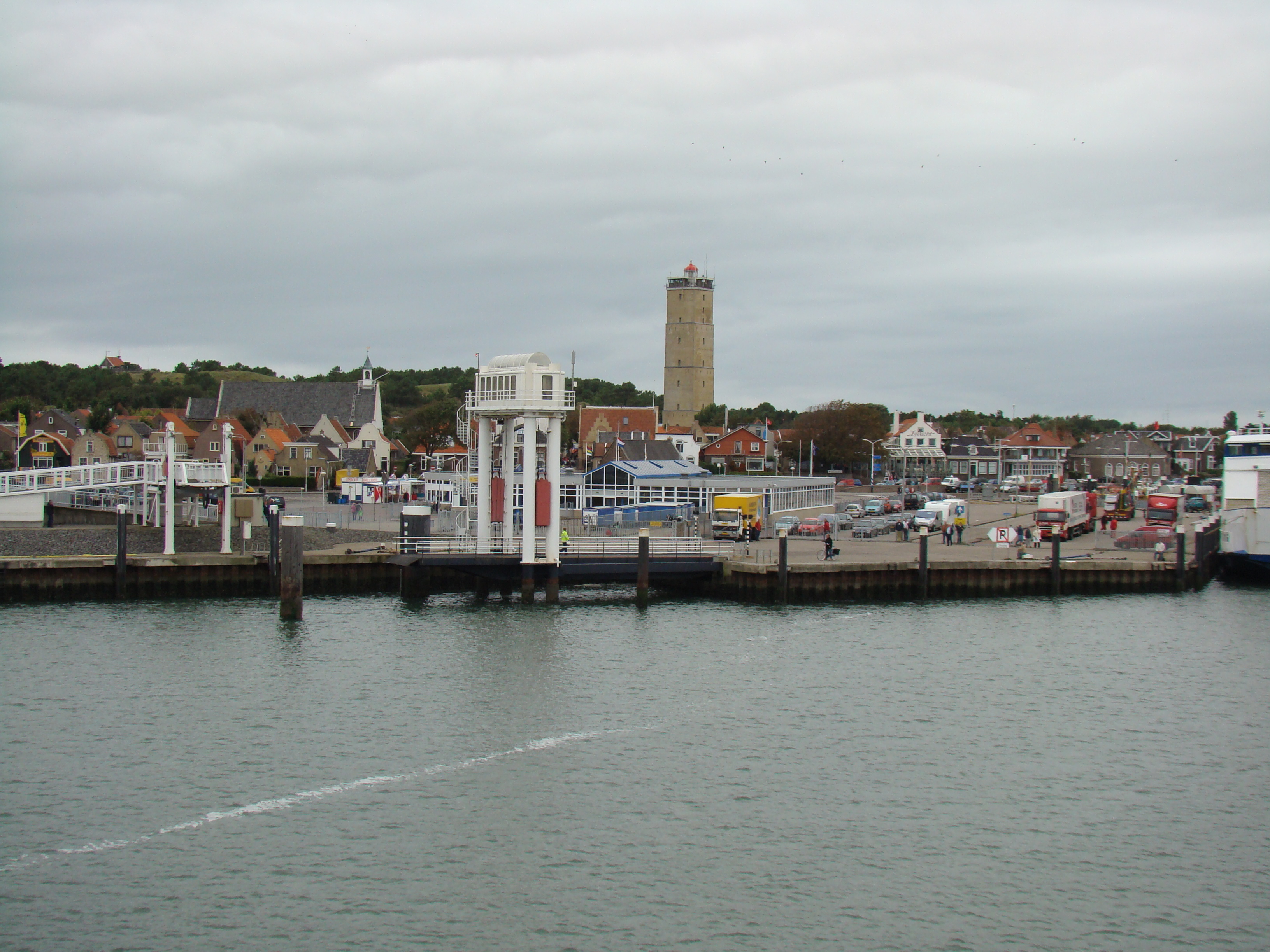
Вест-Терсхеллінг. В центрі фото — маяк Брандіс

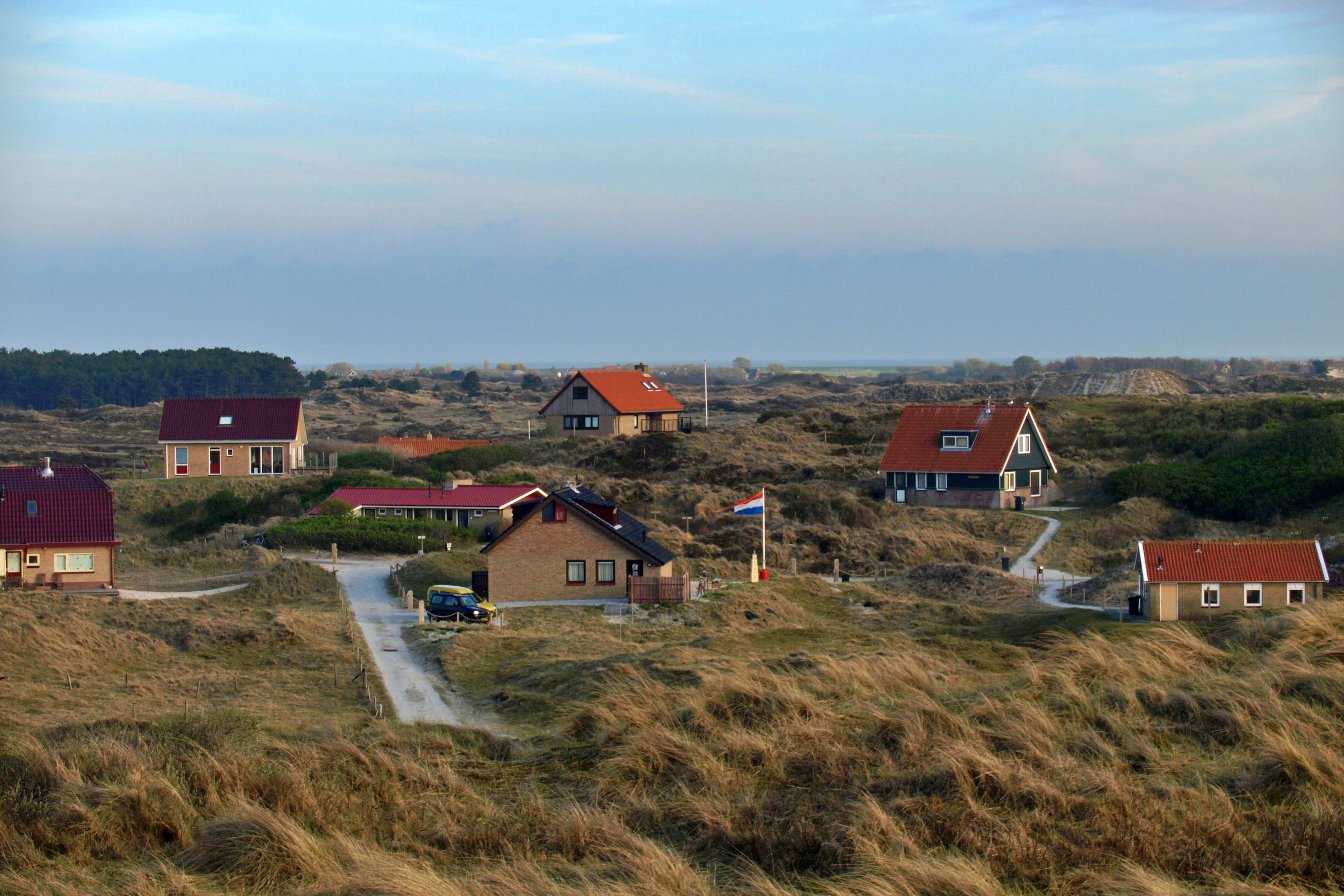
Присілок Вест-ан-Зе

До складу громади Терсхеллінг входять дванадцять населених пунктів. Адміністративним центром є місто Вест-Терсхеллінг на західному краю острова. Офіційними топонімами є лише топоніми нідерландською мовою. Села Стріп (Striep) і Кард (Kaard) до 2009 року мали назви відповідно Seerijp та Kaart.
| Назва українською | Назва нідерландською | Назва на місцевому діалекті | Назва фризькою | Населення (2017) |
| ----------------- | -------------------- | --------------------------- | -------------- | ---------------- |
| Вест-Терсхеллінг  | West-Terschelling    | West                        | West-Skylge    | 2 602            |
| Мідсланд          | Midsland             | Meslôns                     | Midslân        | 1 018            |
| Горн              | Hoorn                | Hôane                       | Hoarne         | 465              |
| Формерюм          | Formerum             | Femearum                    | Formearum      | 211              |
| Ліс               | Lies                 | Lies                        | Lies           | 145              |
| Остеренд          | Oosterend            | Aastrein                    | Aasterein      | 136              |
| Байдейнен         | Baaiduinen           | Baaidunen                   | Baaidunen      | 106              |
| Ландерюм          | Landerum             | Landerum                    | Landerum       | 96               |
| Кіннюм            | Kinnum               | Kinum                       | Kinum          | 33               |
| Ге                | Hee                  | Hee                         | Hee            | 20               |
| Стріп             | Striep               | Striep                      | Stryp          | 20               |
| Кард              | Kaard                | Kaard                       | Kaard          | 14               |

Окрім офіційних населених пунктів, на Терсхеллінгу є також присілки Деллевал (Dellewal), Галвег (Halfweg), Горп (Horp), Мідсланд-ан-Зе (Midsland aan Zee), Мідсланд-Норд (Midsland-Noord) і Вест-ан-Зе (West aan Zee, або на місцевому діалекті — Peal Acht).
Деякі поселення Терсхеллінга вже не існують, це Аллум (Allum), Гірум (Hierum), Стортум (Stortum), Статтум (Stattum), Схіттрум (Schittrum) і Волмерум (Wolmerum).

## Політика
Управління громадою здійснюють муніципальна рада з 11 депутатів і бургомістр із трьома олдерменами.
У муніципальній раді представлені чотири партії, три національні та одна місцева. Місця в раді розподілені між ними наступним чином:
| Партія                                 | 1998 | 2002 | 2006 | 2010 | 2014 |
| -------------------------------------- | ---- | ---- | ---- | ---- | ---- |
| Партія праці                           | 3    | 4    | 3    | 4    | 4    |
| Plaatselijk Belang (місцева)           | 4    | 2    | 3    | 3    | 3    |
| Народна партія за свободу і демократію | 2    | 2    | 3    | 2    | 2    |
| Християнсько-демократичний заклик      | 2    | 3    | 2    | 2    | 2    |
| Усього                                 | 11   | 11   | 11   | 11   | 11   |

Бургомістром острова з 16 січня 2015 року є Берт Вассінк (Bert Wassink) з партії «Зелені ліві», йому підпорядковані три олдермени:
- Єлтьє Хукстра-Сіккема (Jeltje Hoekstra-Sikkema) з «Народної партії за свободу і демократію»;
- Еверт ван Льонен (Evert van Leunen) з «Партії праці»;
- Хендрік Клаас ван дер Вілен (Hendrik Klaas van der Wielen) з партії «Християнсько-демократичний заклик».

## Економіка
Як і на інших островах Західно-Фризького архіпелагу, головною галуззю економіки Терсхеллінга є туризм. У туристичний сезон населення острова збільшується втричі.
Сільське господарство слабко розвинене, адже більшу частину острова займають заповідники.

## Транспорт

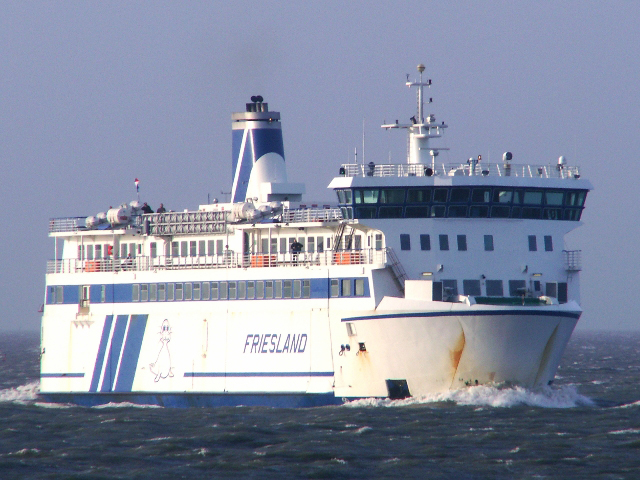
Пором

Острів сполучається із материковою частиною Нідерландів поромом, який курсує із фризького міста Гарлінген. Між Терсхеллінгом і Вліландом курсує швидкісній катамаран.
Громадський транспорт на острові представлений двома регулярними автобусними маршрутами та одним нічним:
- № 1 Вест-Терсхеллінг — Остеренд[11];
- № 2 Вест-Терсхеллінг — Вест-ан-Зе[12];
- № 9 (нічний) Вест-Терсхеллінг — Остеренд[13].

З 1 січня 2017 року на цих маршрутах використовуються лише електробуси.
Місцеві мешканці також користуються велосипедами або власними автомобілями, які, на відміну від сусіднього Вліланда, на острові дозволені. Для перевезень у сільській місцевості часто використовується традиційний гужовий транспорт — віз, запряжений кіньми.

### Гавань

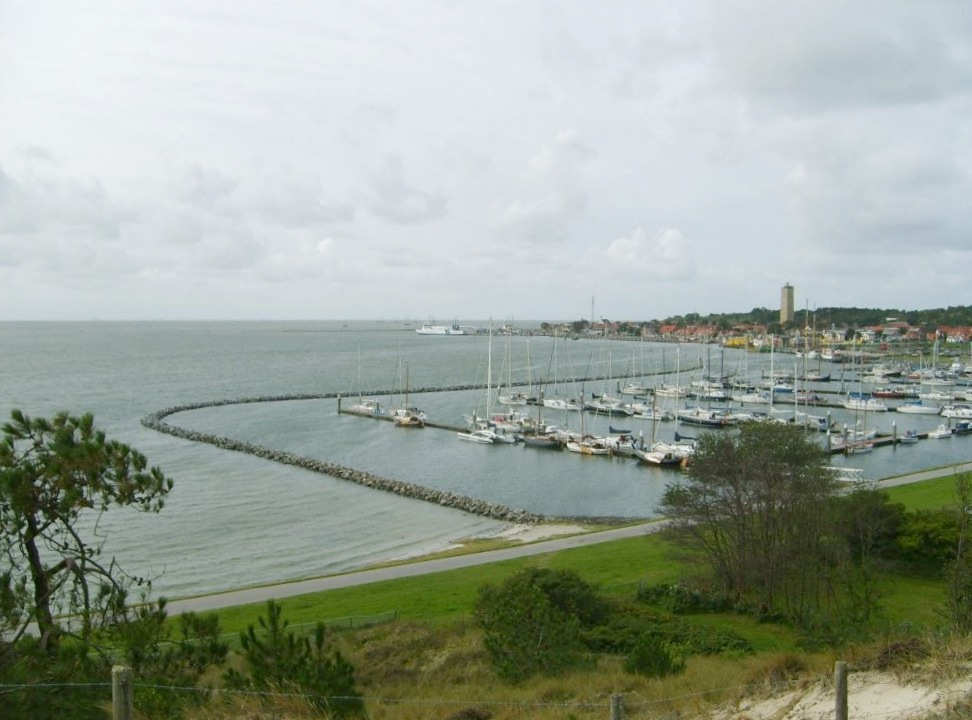
Гавань

Гавань Терсхеллінга розташована у природній затоці у Вест-Терсхеллінгу. Довжина марини становить 85 м, ширина — 12 м, максимальна глибина — 3,4 м. Первісно це був причал і ремонтний док компанії Rederij Noordgat, а також пристань рятувальної станції KNRM, пізніше — причал поромної переправи на Гарлінген і Вліланд.
В останні роки гавань пристосували для чартерних і приватних яхт.

## Населення

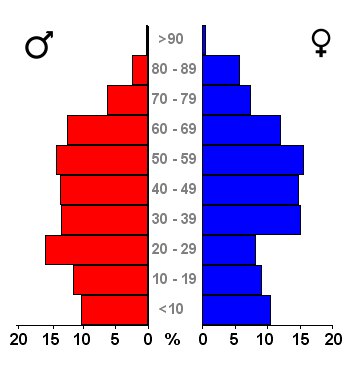
Діаграма розподілу населення за віком і статтю (2007)

Кількість мешканців Терсхеллінга, з року в рік коливається у межах сталої величини, із незначною тенденцією до зростання. Також спостерігається певна тенденція до старіння населення:
- 1995 рік — 4 669 осіб;
- 2000 рік — 4 723 особи;
- 2005 рік — 4 731 особа;
- 2010 рік — 4 733 особи;
- 2015 рік — 4 827 осіб;
- 2016 рік — 4 870 осіб;
- 2017 рік — 4 859 осіб.

Цікаво, що на Терсхеллінгу чоловіків більше, ніж жінок (53,08 % і 46,92 % відповідно), що суперечить загальнонаціональним показникам (49,62 % чоловіків і 50,38 % жінок).
За віком населення Терсхеллінга станом на 1 січня 2017 року розподілялося наступним чином:
- до 5 років — 183 особи;
- від 5 до 10 років — 202 особи;
- від 10 до 15 років — 208 осіб;
- від 15 до 20 років — 350 осіб;
- від 20 до 25 років — 456 осіб;
- від 25 до 45 років — 1 025 осіб;
- від 45 до 65 років — 1 360 осіб;
- від 65 до 80 років — 850 осіб;
- старше 80 років — 225 осіб.

Частка осіб у віці старше 65 років на острові вища, ніж середня по країні (22,12 % проти 18,5 %).
З-поміж мешканців острова станом на 1 січня 2017 року було лише 335 осіб іноземного походження або 6,9 % — цей показник значно відрізняється від середнього по Нідерландах, де рівень іноземців становить 22,6 %. Серед іноземців більшу частину становлять вихідці з інших європейських країн (260 осіб), що також відрізняє Терсхеллінг від решти Нідерландів, те серед іноземців домінують особи не-європейського походження. Цікаво, що 3 1995 по 2017 рік на острові був зареєстрований лише один марокканець у 2016 році, хоча в Нідерландах марокканська діаспора — друга за величиною в країні.

### Видатні уродженці
- Віллем Баренц (1550—1597) — нідерландський мореплавець і дослідник.

## Культура

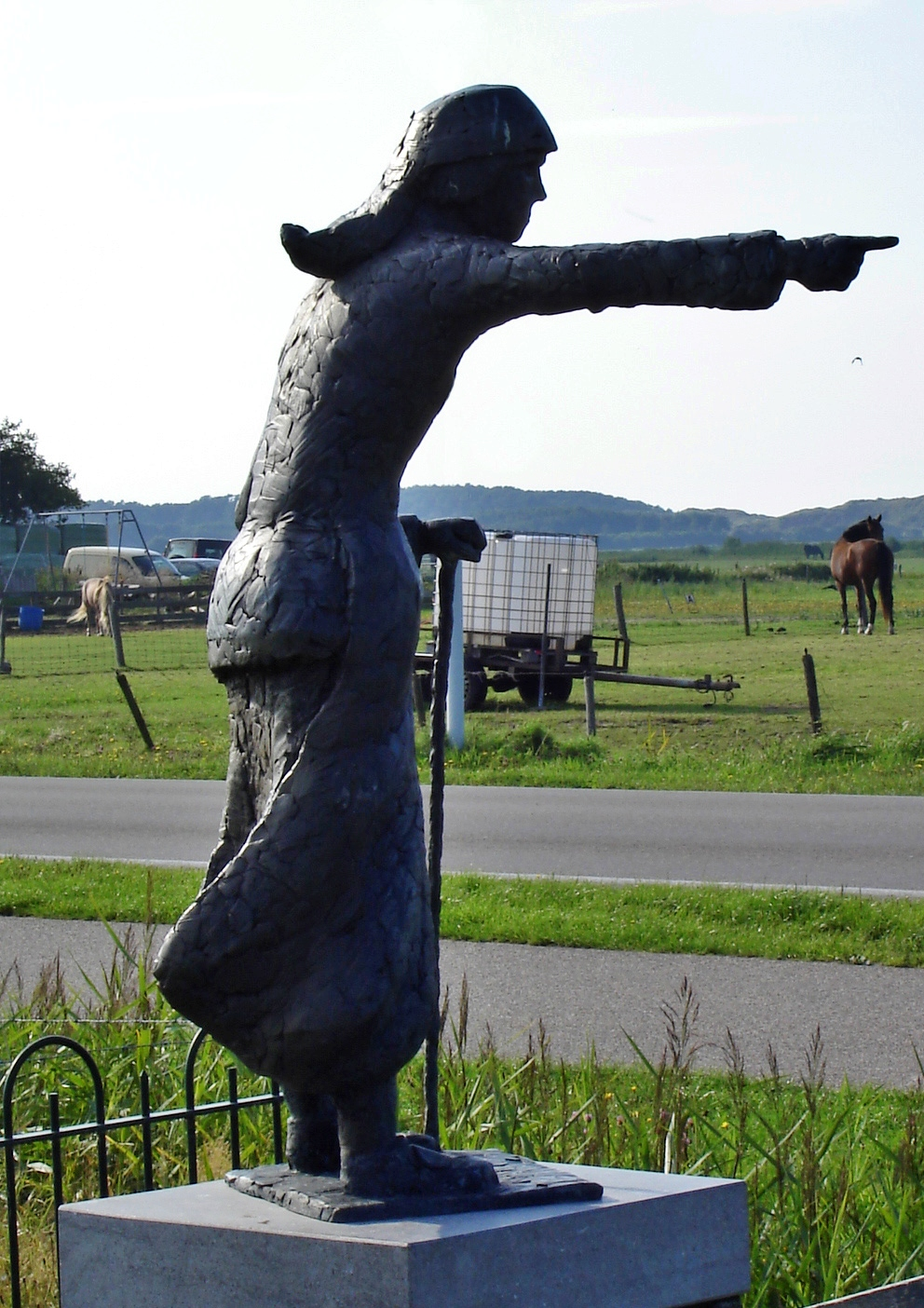
Пам'ятник Stryper Wyfke

Щороку у червні, 3 1981 року на Терсхеллінгу проходить театральний фестиваль Oerol, в рамках якого спектаклі граються під відкритим небом, використовуючи навколишні пейзажі як декорації. Фестиваль був заснований у 1981 році мешканцем села Мідсланд і з часом став одним з найбільших фестивалей місцевих театрів у Європі.
На острові діють чотири музейні установи, серед яких є оригінальний Музей корабельних аварій (нід. Wrakkenmuseum), експозицію якого складають речі, знайдені після корабельних аварій на морському дні або березі.

### Традиції та легенди
Мешканці Терсхеллінга зберегли деякі давні традиції. Наприклад, 6 грудня у селах центральної частини — Байдейнені, Карді, Кіннумі, Мідсланді та Горні — святкується свято Sunderum. Поселення східного Терсхеллінгу мають власне неофіційне самоуправління, яке вирішує поточні проблеми окремого села. Ділові питання вирішуються на зібранні, що називається Mantsjebier і проводиться під Новий Рік, інші питання — на зібранні Burebier. у цих зібраннях мають право брати участь лише дорослі чоловіки. У цих селах також сильно розвинені традиції взаємної допомоги, від зведення будинків до організації похорону померлих односельців.
На Терсхеллінгу збереглось багато легенд. Найвідоміша з них сягає часів Другої англо-голландської війни і пограбування Терсхеллінга, яке сталося тоді. За легендою, після спалення Вест_Терсхеллінга англійці у пошуках здобичі пішли на схід, углиб острова. Вони дійшли до Байдейнена, і вдалині, в густому тумані побачили старий цвинтар біля села Стріп. Англійці боялися, що там місцеві мешканці переховуються, готуючись дати відсіч нападникам, тому вони спитали стару жінку, що проходила неподалік, що там знаходиться? Жінка, яку легенда називає Stryper Wyfke, відповіла: «Там стоять сотні і лежать тисячі», маючи на увазі сотні старих надгробків і тисячі поховань кількасотлітнього цвинтаря. Проте англійці подумали, що вона говорить про сотні і тисячі ополченців, тому повернули назад і швидко забралися геть з острова. Так стара жінка врятувала решту поселень Терсхеллінга від пограбування. Втім, немає історичних доказів того, що легенда каже правду.

### Пам'ятки
На Терсхеллінгу розташовані 111 національних пам'яток, це переважно старі ферми XVIII–XIX століть, а також два меморіали загиблим у Другій світовій війні.

## Мова
Мешканці острова розмовляють як голландською, так і фризькою мовами. Історично фризькі діалекти домінували у східному та західному кінцях острова, а мешканці центральної частини розмовляли на діалекті голландської мови — мідсландському. Так, на західному діалекті фризької (нід. Westers) розмовляють у головному місті, Вест-Терсхеллінгу, на східному діалекті (нід. Aasters) — у Стріпі, Ландерумі, Формерумі, Лісі, Горні та Остеренді, а на мідсландському діалекті нідерландської (нід. Midslands) — у Мідсланді, Хее, Хорпі, Карті, Кіннумі та Байдейнені.
Втім, з часом використання цих трьох діалектів зменшується, зокрема, через постійний приплив туристів, і місцеві мешканці повільно переходять на стандартну голландську.

## Наука та освіта
На острові розташований Морський інститут Віллема Баренца (Martiem Instituut «Willem Barentsz»), який бере початок від морського училища, заснованого у 1875 році. Інститут є навчальним та науково-дослідницьким закладом. У складі інституту діє морська база та тренувальний центр (Maritiem Simulator Training Centrum), підпорядкований Вищій школі NHL у Леувардені. З 2003 року Морський інститут володіє власним тренувальним кораблем Octans. Студенти першого і другого курсів носять спеціальну уніформу та мешкають у кампусі на острові.